# يو إف سي ليلة القتال: تويفاسا ضد تيبورا
يو إف سي ليلة القتال: تويفاسا ضد تيبورا (بالإنجليزية: UFC Fight Night: Tuivasa vs. Tybura)‏ هو حدث لفنون القتال المختلطة نظمته يو إف سي، أُقيم في 16 مارس 2024، على يو إف سي أبيكس في إنتربرايز، نيفادا، الولايات المتحدة.